# 邓平
邓平（?—?），西汉汉武帝时天文学家。武帝时邓平任历官。汉武帝元封七年（前104年），公孙卿司马迁等鉴于当时所用《顓頊曆》不准确，朔晦月见，建议另造汉历。汉武帝命唐都、落下闳、射姓等议造汉历。经近一年测试核验，以正月为岁首，采用二十四节气，与天体运转相符。邓平所主八十一分律历最称精密，“于是皆观新星度，日月行，更以算推”，时称《邓平历》。武帝改元太初，于是新历法史称《太初历》。《太初历》即采用其法。他因功任太史丞。

## 延伸阅读
[在维基数据编辑]
 《漢書/卷020》，出自班固《漢書》